# Lecudina amphora
Lecudina amphora is een soort in de taxonomische indeling van de Myzozoa, een stam van microscopische parasitaire dieren. Het organisme komt uit het geslacht Lecudina en behoort tot de familie Lecudinidae. Lecudina amphora werd in 1958 ontdekt door H. Hoshide.